# Final Lap 2
Final Lap 2, come suggerisce il nome, è il sequel di Final Lap; è stato pubblicato da Namco nel 1990.

## Modalità di gioco
Final Lap 2 è un gioco di corse con gare in Giappone, Italia, Monaco e Stati Uniti. I giocatori possono competere testa a testa fino a un massimo di otto quando quattro cabinet sono collegate tra loro.